# Thecla burica
Thecla burica är en fjärilsart som beskrevs av Dyar 1914. Thecla burica ingår i släktet Thecla och familjen juvelvingar. Inga underarter finns listade i Catalogue of Life.